# Нашивка за службу в Арктиці (США)
Нашивка за службу в Арктиці (США) (англ. Navy Arctic Service Ribbon) — відзнака (нашивка) Військово-морських сил США на знак визнання тих військовослужбовців флоту та морської піхоти США, які виконували військовий обов'язок під час перебування за межами полярного кола. Як і подібна нагорода медаль за службу в Антарктиці, нею можуть нагороджуватись цивільні особи та військовики інших видів збройних сил країни за виконання завдань за полярним колом.

## Критерії нагородження
Нагородження нашивкою за службу в Арктиці провадиться офіцерів та сержантського й рядового складу за виконання завдань військової служби протягом безперервного або кумулятивного перебування за межами полярного кола в період з 1 січня 1982 року. Для військовослужбовців або працівників флоту та морської піхоти, що виконують завдання у льодових таборах (на льодинах) або здійснюють зануряння під лід, кожний такий день перебування зараховується як один за два.
Персонал Корпусу морської піхоти, що проходить щорічні спеціальні тренування в діях в умовах екстремального холоду за полярним колом не мають права на нагородження цією відзнакою.
Нашивка вручається тільки один раз і за умови другого чи іншого перебування за полярним колом нагородження не проводиться. Для заохочення особового складу, що виконує завдання на Антарктичному континенті або поруч з ним на широтах нижче за 60° південної широти є еквівалент нагороди — Медаль за службу в Антарктиці.